# Mons Lid
Mons Lid (* 8. April 1896 in Bergen, Hordaland; † 3. März 1967) war ein norwegischer Politiker der Arbeiderpartiet, der unter anderem zwischen 1945 und 1949 Mitglied der Storting, von 1949 bis 1964 Gouverneur (Fylkesmann) der Provinz (Fylke) Bergen und Hordaland sowie zwischen 1955 und 1956 Finanzminister in der dritten Regierung Gerhardsen.

## Leben

### Postangestellter, Kommunalpolitiker und stellvertretendesStorting-Mitglied
Mons Lid, Sohn des Baumeisters und Landwirts Johannes Lid (1872–1926) und Malene Bjørge (1867–1923), begann nach dem Abschluss der Mittelschule 1913 eine Berufsausbildung bei der Det kongelige norske Postverket, die er 1915 abschloss. Danach war er als Beschäftigter bei der Königlichen Norwegischen Post tätig, die 1933 in Postverket umbenannt wurde, und dort 1938 zum Postbeamten (Postfullmektig) ernannt. Zu Beginn der 1920er Jahre begann er sein politisches Engagement für die Arbeiderpartiet und war zwischen 1922 und 1934 Mitglied des Stadtrates (bystyre) sowie im Anschluss von 1934 bis 1941 Mitglied des Präsidiums (formannskap) von Bergen, das zweithöchste politische Organ in Gemeinden ohne parlamentarische Regierungsform, das aus einer Auswahl von mindestens fünf Mitgliedern des Gemeinderates besteht, darunter dem Bürgermeister und dem stellvertretenden Bürgermeister.
Daneben engagierte er sich in der Postgewerkschaft und war zwischen 1925 und 1937 Mitglied des Landesvorstandes von Det Norske postmannslag sowie zugleich von 1925 bis 1930 Vorsitzender von Det Norske postmannslag im Kreis Vestenfjeldske. Er fungierte zwischen 1931 und 1934 als Vorsitzender der Arbeiderpartiet von Bergen und war zwischen 1933 und 1936 auch Mitglied des Landesvorstandes der Arbeiterpartei sowie von 1934 bis 1941 auch Vorsitzender der Kommunalpolitischen Vereinigung (Arbeiderpartiets bystyregruppe). 1937 wurde er ferner für die Arbeiderpartiet stellvertretendes Mitglied der Storting, des norwegischen Parlaments, und behielt diese Funktion für Bergen bis 1945. Zudem fungierte er zwischen 1938 und 1940 als Geschäftsführer der Tageszeitung Bergens arbeiderblad und danach von 1940 bis 1940 als Geschäftsführer des Sozialversicherungsfonds Bergen (Bergen trygdekasse).

### Storting-Mitglied,Fylkesmannund Finanzminister

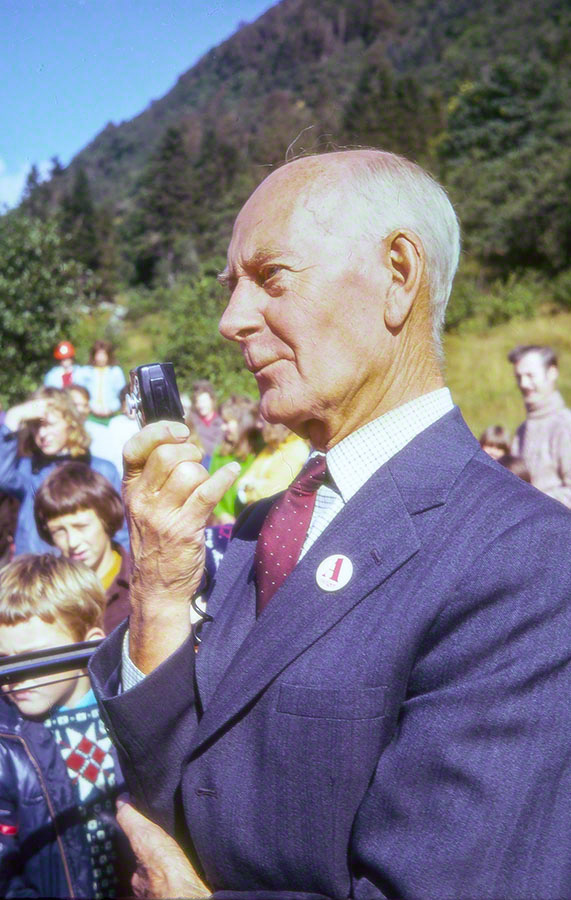
In der dritten Regierung von Ministerpräsident Einar Gerhardsen bekleidete Mons Lid von 1955 bis 1956 das Amt als Finanzminister.

Bei der Parlamentswahl am 8. Oktober 1945 wurde Lid Mitglied der Storing für Bergen und vertrat dort vom 4. Dezember 1945 bis zum 10. Januar 1950 die Interessen der Arbeiderpartiet. Während seiner Parlamentszugehörigkeit war er Vorsitzender des Ausschusses für Finanzen und Zölle (Finans- og tollkomité) sowie Mitglied des Vertretungsausschusses (Fullmaktskomité) und zwischen dem 10. April 1948 und dem 10. Januar 1950 Mitglied des Sonderausschusses für besondere außenpolitische Fragen und Angelegenheiten der Notfallvorsorge. Des Weiteren gehörte er zwischen dem 4. Dezember 1945 und dem 10. Januar 1950 dem Vorstand der Fraktion der Arbeiderpartiet an.
Als Nachfolger von Gjert Lindebrække wurde Mons Lid 1949 Gouverneur (Fylkesmann) der Provinz (Fylke) Bergen und Hordaland und bekleidete dieses Amt bis zu seiner Ablösung durch Lars Leiro 1966. Daneben fungierte er zwischen 1951 und 1953 als Vorsitzender des Steuerabzugsausschusses für Fang und Fischerei (Skattetrekkutvalget for fangst og fiske) sowie von 1952 bis 1955 Vorsitzender des Staatlichen Verkehrsrates (Statens samferdselsråd).
Am 22. Januar 1955 übernahm Lid in der dritten Regierung Gerhardsen das Amt als Minister für Finanzen und Zölle (Statsråd, Finans- og tolldepartementet) und bekleidete dieses bis zum 28. Dezember 1956, woraufhin Trygve Bratteli, der auch sein Vorgänger war, ihn ablöste. Er fungierte des Weiteren von 1958 als Vorsitzender des Verkehrswirtschaftsausschusses des Norwegischen Rates für Forschung und wissenschaftliche Forschung (Transportøkonomisk utvalg under Norges teknisk-vitenskapelige forskningsråd) sowie zwischen 1959 und 1961 als Vorsitzender des Ausschusses zur Überprüfung der Verwaltungsvereinbarung im staatlichen Getreidegeschäft (Utvalg til gjennomgåelse av administrativ ordning i Statens kornforretnin). Für seine langjährigen Verdienste wurde er 1964 Kommandeur des Sankt-Olav-Ordens.